# Māngere Inlet
Das Māngere Inlet ist eine große längliche Bucht des Manukau Harbour im Stadtgebiet des Auckland Council auf der Nordinsel von Neuseeland.

## Geographie
Das Inlet befindet sich am nordöstlichen Ende des Manukau Harbour und trennt das Stadtgebilde des Manukau Ward im Süden vom Maungakiekie-Tamaki Ward im Norden. Mit einer Fläche von 6,6 km² erstreckt sich das Gewässer über eine Länge von rund 3,86 km in Ost-West-Richtung und verfügt an seiner breitesten Stelle über rund 2,0 km in Nord-Süd-Richtung. An der Westseite öffnet sich das Māngere Inlet unter der Brücke des New Zealand State Highway 20 auf einer Breite von rund 400 m zum Manukau Harbour hin.
Über die drei kleinen Wasserzuläufe, angefangen vom Anns Creek von Nordosten und dem Harania Creek sowie dem Tararata Creek von Süden, entwässern die drei Creeks ein Gebiet von 34,5 km². Weitere Wasserzu- und -abläufe erhält das Gewässer über die Gezeitenströmung, die am Eingang zum Inlet einen Tidenhub bei einer mittlere Springflut von 2,0 m erzeugt und damit, obwohl rund 28 km von der Tasmansee entfernt, noch recht stark ist. Die durchschnittliche Aufenthaltsdauer des Wassers im nordöstlichen Teil des Manukau Harbour, einschließlich dem Māngere Inlet wird auf 12,6 Tage geschätzt.

## Geschichte
Māngere, südlich des Inlet, war lange Zeit das Siedlungsgebiet der Māori. Sie holzten die Wälder ab und pflanzten aufgrund des fruchtbaren Bodens dort ihre Nutzpflanzen wie Kūmara, ihre Süßkartoffel, Yamswurzeln, Taro und Kürbisse.
Als die Besiedlung Neuseelands in den 1840er Jahren durch die Europäer begann, wurde das Gebiet um das Inlet herum nach und nach zum landwirtschaftlichen Zentrum von Auckland. In den späten 1870er Jahren entstanden dann viele kleine Industriebetriebe rund um das Māngere Inlet herum und in Folge nahm auch die kommerzielle und industrielle Entwicklung des Gebietes zu, doch ohne auf die Folgen für die Umwelt zu achten. Gewerbliche und menschliche Abwässer wurden unbehandelt in das Inlet eingeleitet. Aufschüttungen von Deponien und die Eindeichung des Küstenstreifens führte ebenso zu einer starken und dauerhaften Verschlechterung der Umweltbedingungen.
Ein Bericht des Waitangi Tribunal aus dem Jahr 1985 dokumentierte schließlich die Auswirkungen auf den gesamten Manukau Harbour und seine angrenzenden Bewohner durch die vorgenannte Entwicklung und der Untätigkeit der Regierung in der Sache. Im Jahr 1990 wurde daraufhin ein Maßnahmenplan für die Verbesserung der Gewässer des gesamten Hafengebietes erstellt.
Heute arbeiten folgende Organisationen zusammen an einer Verbesserung der Umweltbedingungen für das Māngere Inlet: Auckland Council, Auckland Transport, New Zealand Transport Agency, Watercare, Kiwi Rail, Department of Conservation und verschiedene Iwi der Māori.

## Flora und Fauna
In den Randbereichen des Māngere Inlet haben sich seit 1959 Mangroven gebildet, die im Jahr 2006 eine Fläche von ca. 110 Hektar bedeckten. Interessant dabei ist, das 1959 noch kein Bewuchs an Mangroven zu verzeichnen war.